# Gordon Allport
Gordon Willard Allport, född 11 november 1897 i Montezuma i Indiana, död 9 oktober 1967 i Cambridge i Massachusetts, var en amerikansk psykolog.

## Biografi
Gordon Allport var professor vid Harvard University. Under studier i Europa påverkades han starkt av Eduard Spranger och William Sterns idéer och av den tyska gestaltpsykologin. Allport betonade i sin psykologi det unika hos varje individ, en persons jagfunktioner och personlighetsstrukturens komplexitet. Han företrädde en humanistisk psykologi med existentiell psykoterapi som arbetsmetod. Med boken The Individual and his Religion förnyade han religionspsykologin. Allport försökte uppställa kriterier för mogen respektive omogen religiositet och diskuterade även det religiösa tvivlets psykologiska förutsättningar och funktion. Han medverkade också till bildandet av femfaktorteorin.